# Rand Paul
Randal Howard (Rand) Paul (Pittsburgh (Pennsylvania), 7 januari 1963) is een Amerikaanse oogarts en politicus en is sinds 2011 senator voor Kentucky. Hij is lid van de Republikeinse Partij en is een zoon van de voormalige Republikeinse afgevaardigde en presidentskandidaat Ron Paul, uit Texas.

## Biografie
Paul studeerde af aan de Duke University School of Medicine, en was vanaf 1993 oogheelkundige in Bowling Green, Kentucky. In 1994 richtte hij de beweging "Kentucky Taxpayers United" op, waarvan hij nog steeds voorzitter is. Hij richtte zijn eigen ziekenhuis op, the Southern Kentucky Lions Eye Clinic, in 2009, onder meer om financieel onvermogende patiënten uit de nood te helpen.
In 2010 was Paul kandidaat bij de Senaatsverkiezingen. In de Republikeinse voorronde versloeg hij Trey Grayson. Hij won ook de daadwerkelijke verkiezingen, van zijn Democratische tegenstander Jack Conway. In november 2016 werd Paul herkozen.
Hij is lid van de Tea Party-beweging, steunt onder meer term limits, het Balanced Budget Amendment en een algemene verlaging van de federale uitgaven en belastingen. In de aanloop naar de presidentsverkiezingen van 2016 krijgen zijn standpunten heel wat aandacht. Hij komt vaak in aanvaring met zowel Republikeinse als Democratische tegenstanders. Samen met de actiegroep FreedomWorks, die 380.000 Amerikanen vertegenwoordigt, klaagde hij in 2014 president Barack Obama aan, vanwege de afluisterpraktijken van de NSA. Volgens Paul schendt de president daarmee de grondwet, hij wil dat de dienst onmiddellijk stopt met het opslaan van telefoongegevens van onverdachte Amerikanen. De Constitutie en de bedoelingen van de Founding Fathers staan hoog in het vaandel bij Paul.
Hij maakte op 7 april 2015 formeel zijn kandidatuur bekend voor de Republikeinse nominatie voor de Amerikaanse presidentsverkiezingen van 2016 om vervolgens op 3 februari 2016 zich weer terug te trekken.
Op 8 november 2016 werd Paul namens de Republikeinse Partij herkozen als Senator voor de staat Kentucky, waarmee hij zijn ambtstermijn tot 2022 heeft verlengd.

## Standpunten

### Financiën, economie en fiscaal
De voornaamste reden van Paul om de politiek in te gaan is de alsmaar oplopende staatsschuld. Hij hangt het fiscaal conservatisme aan waarmee hij een voorstander is van lage belastingen, minimale overheidsuitgaven en een zo laag mogelijke staatsschuld. Paul wil een vlaktaks van 14,5 procent invoeren voor zowel bedrijven als particulieren en de loonbelasting afschaffen. Met deze en andere maatregelen wil hij de uit de hand gelopen belastingwetgeving terugdringen.
Paul heeft verschillende budgetten in de Senaat voorgesteld die het begrotingstekort binnen aan paar jaar in evenwicht brengen. Paul richt zich voornamelijk op het schrappen van overheidsuitgaven, in tegenstelling tot het verhogen van belastingen. Van alle republikeinse presidentskandidaten tijdens de Amerikaanse voorverkiezingen van 2016 was het belastingplan van Paul het enige plan dat op termijn tot een surplus op de begroting zou leiden, tot wel 737 miljard dollar over tien jaar.
Daarnaast is hij fervent voorstander van het amenderen van de Constitutie met een clausule die de federale overheid tot plicht stelt niet meer geld uit te geven dan dat zij ontvangt, een zogenaamd balanced budget amendment. Een dergelijk amendement bestaat al in verschillende Amerikaanse staten.
Paul is initiatiefnemer van het invoeren van "Economische vrijheidszones". Met dit plan wil Paul delen (steden, districten of gemeenten) van het land, zoals het zuiden van Chicago, waar zeer veel werkloosheid is en armoede heerst, uit het slop trekken door van die gebieden economische vrije zones te maken. In een vrije zone moeten zeer gunstige fiscale voordelen gaan gelden, zoals een belastingtarief voor zowel bedrijven als particulieren van vijf procent, in tegenstelling tot 30 procent die in normale gebieden geldt. In zijn plan stelt Paul een aantal voorwaarden waaraan moet worden voldaan wil een gebied als economische vrije zone worden aangemerkt. De fiscale voordelen gelden in beginsel voor een periode van tien jaar. Zijn wetsvoorstel is tot op heden niet aangenomen door het Congres.
Paul is kritisch op de Amerikaanse centrale bank en wil dat zij gecontroleerd wordt. Om dat te bewerkstelligen heeft hij de "Federal Reserve Transparency Act of 2015" voorgesteld in de Senaat. De wetgeving is nog niet geïmplementeerd. Paul is tegenstander van het vrijwel ongelimiteerd drukken van geld door de centrale bank en het door haar controleren van het prijspeil via rentestanden.
Paul is voor het opheffen van het Ministerie van Economische Zaken. Ook wil hij het Ministerie van Volkshuisvesting en Stedelijke Ontwikkeling opheffen.

### Strafrecht
Paul is voorstander van het legaliseren van medicinaal gebruik van hennep en decriminalisering van het gebruik van hennep in het algemeen. Paul is van mening dat de straffen op het gebruik of telen van hennep veel te hoog zijn (soms wel tot tien jaar gevangenisstraf) en dat personen die zich schuldig maken aan het gebruik van hennep meer baat hebben bij economische en sociale bijstand, dan bij een langdurige gevangenisstraf. Paul betreurt dat een hele generatie van voornamelijk zwarte mannen massaal opgesloten is en wordt, mede door de misdaadwetgeving van Bill Clinton. Paul onderkent dat latino's en zwarten in het strafrecht ongelijk worden behandeld ten opzichte van blanken, met name in de zaken waarin er drugs betrokken zijn.

### Buitenlands beleid
In zijn buitenlands beleid volgt Paul deels de voetsporen van zijn vader Ron Paul, zij het in een mildere vorm. Paul is voor een bescheidener rol van de Amerikaanse strijdkrachten op het wereldtoneel. Zo is hij tegen het binnenvallen van Syrië en Irak om IS te verslaan. Wel staat hij open voor het leveren van wapens en het geven van luchtsteun aan Koerdische troepen. In het begin van zijn eerste termijn als senator wilde Paul het defensiebudget nog substantieel verlagen, tot wel 23 procent. In 2015 echter stelde Paul voor het defensiebudget in 2016 met 60 miljard dollar te verhogen.

### Binnenlands beleid
Paul is degene die de "Read The Bills Act" heeft geïntroduceerd in de Senaat. Paul ergert zich eraan dat er soms over een wet wordt gestemd, bestaande uit honderden pagina's, die pas een avond voor de stemming is gepubliceerd. Senatoren krijgen zo niet de kans om de wet te bestuderen, maar stemmen er vaak wel mee in, wat mogelijk het beoogde politieke doel is. Het wetsvoorstel van Paul vereist dat een wetsvoorstel ten minste zeven dagen voor de stemming wordt gepubliceerd. Vervolgens dient het wetsvoorstel waarover wordt gestemd voorgelezen te worden in zowel de Senaat als het Huis van Afgevaardigden waarbij een minimumaantal leden aanwezig moet zijn (een zogenaamd quorum). Ook dit wetsvoorstel is nog niet aangenomen in het Congres.

#### Ethiek
Paul is een voorstander van het handhaven en beschermen van het tweede amendement op de Constitutie. Hij wil het bezit van wapens zo vrij mogelijk houden. Met betrekking tot zaken als het huwelijk en abortus wil hij geen inmenging van de federale overheid. Dergelijke zaken behoren bij de wetgever van de staten afzonderlijk thuis, vindt Paul. Als het om abortus gaat beschouwt Paul zich als pro life en is hij voor het terugdraaien van de gevolgen van de controversiële uitspraak van het Hooggerechtshof Roe v. Wade en het afschaffen van federale subsidies voor organisaties, zoals Planned Parenthood, die abortussen uitvoeren. In 2013 introduceerde Paul een wetsvoorstel in de Senaat die bescherming van het veertiende amendement voor al het menselijk leven zou implementeren. Het menselijk leven omvat volgens het wetsvoorstel elk stadium van het menselijk leven, vanaf de conceptie in de moederschoot. Het wetsvoorstel zou ervoor zorgen dat al het menselijk leven in ieder stadium door de wet wordt beschermd. Het wetsvoorstel is niet aangenomen. Recent zijn soortgelijke wetsvoorstellen in het Congres ingediend.

#### Energie
Paul wil dat de Verenigde Staten energie-onafhankelijk worden en geen energiebronnen, zoals olie, meer importeren uit het Midden-Oosten. Paul wil de energiesector zoveel mogelijk ruimte geven om zich te kunnen ontwikkelen. Daarom is hij voorstander van het opheffen van regulaties en het afschaffen van belastingen en subsidies binnen de energiesector. Paul wil tevens het Ministerie van Energie afschaffen.

#### Onderwijs
Paul wil dat onderwijs zoveel mogelijk lokaal geregeld wordt. Hij is voorstander van het afschaffen van het Ministerie van Onderwijs. Hij is tegenstander van een verplicht nationaal curriculum dat op alle scholen moet gelden. Hij wil juist dat scholen experimenteren en concurreren met hun vakkenpakketten, hetgeen volgens Paul de kwaliteit van het onderwijs ten goede komt. Paul wil zoveel mogelijk keuzevrijheid voor studenten creëren, onder andere door het invoeren van school vouchers.

#### Grens met Mexico
De grens tussen de Verenigde Staten en Mexico moet qua beveiliging drastisch aangepakt en versterkt worden volgens Paul. Op die manier moet de influx van honderdduizenden Mexicaanse immigranten een halt worden geroepen en toekomstige immigratie op een gecontroleerde wijze plaats kunnen vinden. Paul ziet niets in het plan om de huidige illegale Mexicaanse arbeiders te deporteren terug naar Mexico, maar hij is ook niet voor amnestie. Hij wil de huidige Mexicaanse immigranten daarom een visum geven, waarmee zij legaal kunnen werken en belasting kunnen betalen.